# Etienne Perrinet von Thauvenay

Major Perrinet von Thauvenay vor der Abreise in die Türkei im Dezember 1913 (ganz links)

Etienne David Perrinet von Thauvenay (* 30. Januar 1870 in Hannover; † 31. August 1927 in Buenos Aires) war ein deutscher Offizier, zuletzt charakterisierter Generalmajor.

## Leben

### Herkunft und Familie
Etienne David war der Sohn von Adalbert Ludwig Franz Perrinet von Thauvenay (1836–1884) und dessen Ehefrau Anna, geb. von Bri(e)tzke-Kemnitz (1842–1923), einer Schwester des Generals der Infanterie Arthur von Brietzke. Sein Vater war Rittmeister im preußischen Königs-Ulanen-Regiment in Hannover. Die Familie wohnte bei seiner Geburt am Georgsplatz 6 und zog 1876 nach Berlin, als der Vater in den Großen Generalstab versetzt wurde. Die Vorfahren waren französische Adlige, die nach der Französischen Revolution nach Preußen emigriert waren. Schon sein Großvater war Major im 1. Garde-Regiment zu Fuß und 1851/52 Direktor der Garde-Divisionsschule gewesen. Etienne hatte zwei ältere Schwestern, Clara und Laurette. Er verheiratete sich am 12. Februar 1913 in Coburg in zweiter Ehe mit der Witwe Martha von Lindern geborene von Wittken (* 1870), einer Tochter des Juristen und Landrats Edmund Karl Hermann von Wittken. Aus erster Ehe hatte er eine Tochter.

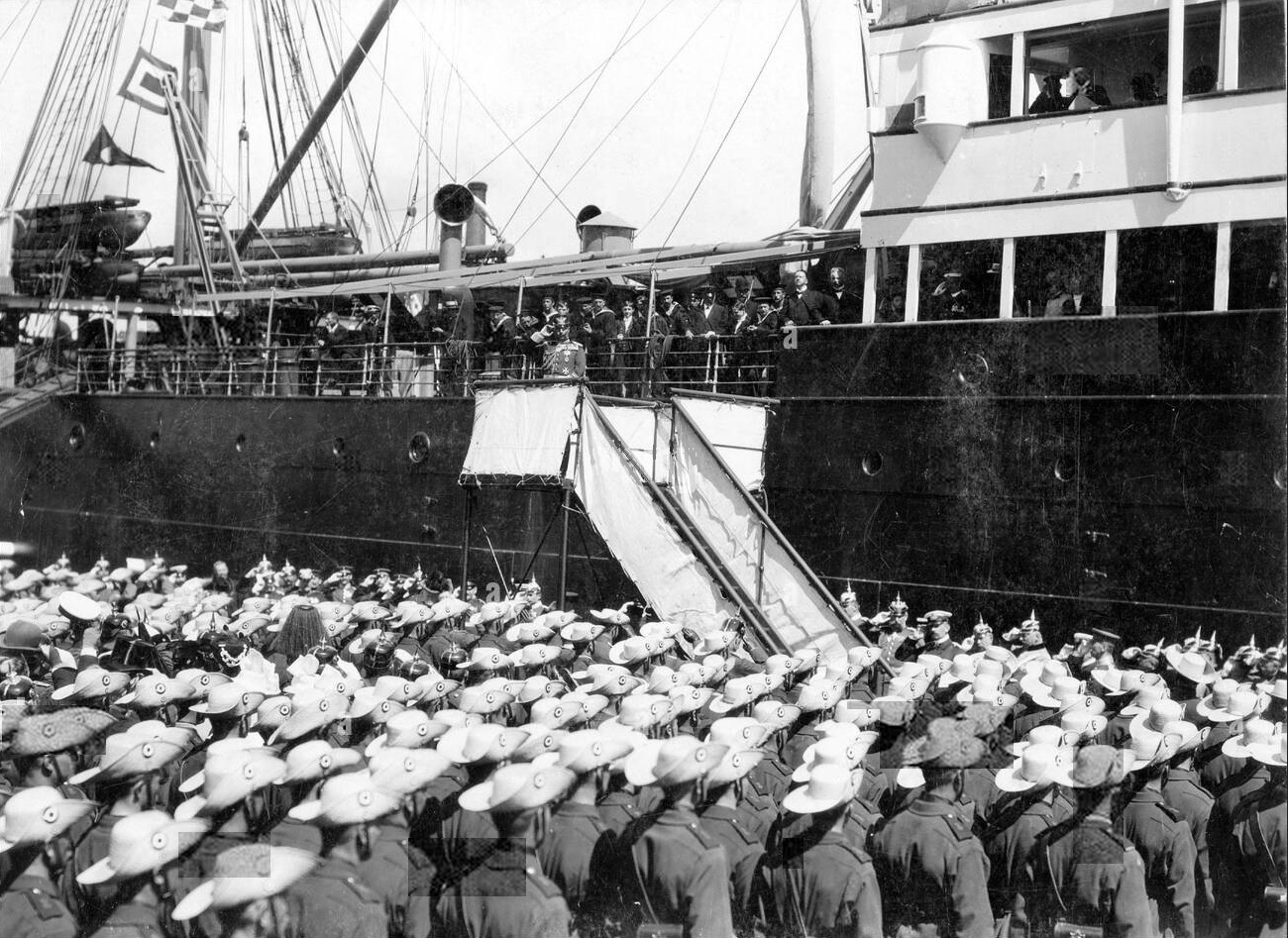
Bei der Verabschiedung des China-Expeditionskorps, dem Perrinet von Thauvenay als Oberleutnant und Adjutant der 3. Brigade angehörte, hält Kaiser Wilhelm II. am 27. Juli 1900 in Bremerhaven die sog. Hunnenrede

### Militärlaufbahn und Auslandseinsätze

#### China-Expeditionen
Perrinet von Thauvenay trat nach dem Abitur 1889 in die preußische Armee ein und erhielt am 20. September 1890 das Patent zum Sekondeleutnant. Er wohnte 1891 in der Berliner Karlstraße 34/35 und diente im 2. Garde-Regiment zu Fuß, bis er aus dem Heer ausschied und zur Marineinfanterie der Kaiserlichen Marine übertrat.
Als Marineinfanterist war er Teilnehmer der deutschen China-Expeditionen und nahm zunächst in den Jahren 1897 und 1898 an der deutschen Besetzung von Kiautschou teil. Im Mai 1898 kehrte er aus China zurück, wurde am 20. Juli 1898 beim I. Seebataillon in Kiel zum Premierleutnant befördert und am 24. September desselben Jahres zum Inspekteur der Marineinfanterie, Oberst Paul von Hoepfner, als dessen Adjutant kommandiert. Damit wurde er gleichzeitig Platzmajor von Kiel, und er begleitete Hoepfner 1899 auf Inspektionstouren. Mit den im Juni 1900 mobilgemachten Seebataillonen unter dem Kommando des zum Generalmajor avancierten von Hoepfner brach er im Juli erneut nach China auf und nahm als Adjutant der von Hoepfner kommandierten 3. Ostasiatischen Infanterie-Brigade der deutschen Expeditionstruppen an der internationalen Strafexpedition zur Niederschlagung des Boxeraufstandes teil. Das deutsche Ostasien-Korps traf erst im Herbst 1900 in China ein und nahm an der Eroberung von Peking durch die Verbündeten Mitte August nicht mehr teil. Thauvenays Brigade erreichte am 13. Oktober 1900 die deutsche Kolonie Tsingtau und besetzte anschließend das ebenfalls im August von russischen Truppen eroberte und stark zerstörte Tientsin. Hoepfner war zwischenzeitlich erkrankt und wurde als Brigadekommandeur durch Oberst Oskar von Rohrscheidt ersetzt. Auf dessen Schimmel gewann sein Adjutant Etienne Perrinet von Thauvenay am Ostersonntag, den 7. April 1901 die Offiziersklasse eines im Lager bei Tientsin improvisierten großen Pferderennens mit erbeuteten chinesischen Pferden („Der Große Preis vom Ost-Arsenal“).
Nach seiner Rückkehr nach Deutschland ging er zurück zur preußischen Armee, gehörte wieder dem 2. Fußgarderegiment an und wurde 1902 zum Großen Generalstab kommandiert. 1904 wurde er unter Belassung beim Großen Generalstab Generalstabsoffizier seines Regiments. Ab 1905 war er als Hauptmann im Generalstab des VIII. Armeekorps in Koblenz stationiert.

#### Entsendung nach Argentinien
Am 11. April 1907 reiste Perrinet von Thauvenay mit zwei weiteren deutschen Generalstabshauptleuten als militärischer Berater nach Argentinien ab, wo er im Rahmen der argentinisch-deutschen Militärkooperation bis Ende 1910 als Dozent an der argentinischen Kriegsakademie (Escuela Superior de Guerra) in Buenos Aires unterrichtete. Seine Begleiter waren der spätere SS-Gruppenführer Fritz von der Goltz (1873–1945), ein Sohn des Reorganisators der türkischen Armee Colmar von der Goltz, und der sächsische Generalstabsoffizier Johann Kretzschmar, der bis in die 1930er Jahre in Argentinien wirkte. Alle drei wurden als Majore (Mayor) in der argentinischen Armee angestellt und erhielten Mitte 1909 den Charakter als Oberstleutnant (Teniente coronel honorario) verliehen.

#### „Thauvenay-Bericht“
Im September 1909 verfasste Perrinet von Thauvenay eine einflussreiche Denkschrift für José Félix Uriburu, den 1907 ernannten Direktor der Kriegsakademie, der sich zu dieser Zeit (1909/10) allerdings in Deutschland aufhielt. In seiner Schrift entwickelte Thauvenay einen Plan für einen Zweifrontenkrieg Argentiniens gegen Brasilien und Chile, der stark an damalige deutsche Vorstellungen der „Einkreisung“ anknüpft und die strategische Lage Argentiniens mit derjenigen des Deutschen Reiches in Europa parallelisiert. Analog zum Schlieffen-Plan empfahl er eine schnelle Niederwerfung Brasiliens im Osten mittels Zangenbewegung über die Provinz Misiones und das neutrale Uruguay in das brasilianische Aufmarschgebiet in Rio Grande do Sul hinein und ein anfänglich defensives Agieren im Westen gegenüber dem militärisch besser organisierten Chile, das erst im Anschluss an die vollständige Klärung der Ostfront besiegt werden sollte. Obgleich dieser Plan nie verwirklicht wurde, prägten die hier vertretenen methodischen und strategischen Maximen das Denken der argentinischen Militärs bis in die 1930er Jahre, als Uriburu durch einen Militärputsch de facto Präsident von Argentinien wurde. Uriburus 1915 veröffentlichte Abhandlung über die Marne-Schlacht, in der er die deutsche Kriegsstrategie des Ersten Weltkriegs als vorbildlich hervorhebt, nimmt Anstöße aus Perrinets Denkschrift auf und entwickelt sie fort.

#### Sondergesandtschaft von der Goltz
Mitte Mai 1910 traf eine hochrangige deutsche Sondergesandtschaft in Buenos Aires ein, um im Auftrag des deutschen Kaisers an der Hundertjahrfeier der argentinischen Unabhängigkeit am 25. Mai teilzunehmen. Leiter der Mission war Generaloberst Colmar von der Goltz, Autor des unter südamerikanischen Militärs populären Buches Das Volk in Waffen und Vater von Friedrich (Fritz) von der Goltz, der von einem Heimaturlaub zurückkam und mit der Delegation reiste. Ursprünglich hatte sich Argentinien zehn Jahre zuvor bemüht, Colmar von der Goltz, der aufgrund der Heeresreform in der Türkei hohes internationales Renommee genoss, für die Leitung der argentinischen Kriegsakademie in der Gründungsphase zu gewinnen, was er aber abgelehnt hatte. Im Anschluss an die Jubiläumsfeierlichkeiten in Buenos Aires unternahm von der Goltz auf Einladung Uriburus eine Rundreise durch Argentinien, auf der er 5000 Kilometer mit der Eisenbahn zurücklegte und von seinem Sohn, Uriburu und den übrigen Instruktionsoffizieren begleitet wurde. Nach seiner Rückkehr übergab Goltz dem Kaiser einen enthusiastischen Reisebericht und lobte darin – wie auch in Presseartikeln – die nach seiner Einschätzung glänzenden Möglichkeiten militärischer und wirtschaftlicher Beziehungen mit Argentinien überschwänglich. Dies führte unter anderem dazu, dass der Kaiser die Verlängerung und Ausweitung der Militärmissionen verfügte. Auch der von Goltz gemachte Vorschlag, nach dem Vorbild der Vereinigten Staaten, Englands und Frankreichs einen deutschen Marineattaché nach Buenos Aires zu entsenden, der gezielter als bisher die Interessen deutscher Kriegsschiffbauer und -ausrüster in der Region vertreten könnte (in der seit Jahren ein maritimes Wettrüsten vor allem zwischen Chile und Argentinien im Gange war), wurde wenige Jahre später realisiert. Bis dahin hatten die Instruktionsoffiziere diese Aufgabe nebenher mitübernehmen müssen.
Oberstleutnant Perrinet von Thauvenay sandte seinerseits Ende Juni 1910 einen eigenen Bericht über die Reise von der Goltz’ und das positive Echo, das sie in Argentinien ausgelöst hatte, an Reichskanzler Theobald von Bethmann Hollweg und den Großen Generalstab. In seinen Berichten an das Auswärtige Amt nannte er auch die Namen der nach seiner Einschätzung aus deutscher Sicht am besten geeigneten Kandidaten für das Amt des argentinischen Kriegsministers: Neben Oberst Uriburu erwähnt er den Oberst Tomás Vallée sowie die Generale Ramón Jones und Juan F. Duclós, wobei Letzterer besonders gute Beziehungen zur deutschen Rüstungsindustrie unterhielt und 1909 und 1910 mehrfach zu Gast in der Villa Hügel in Essen gewesen war. Taubenei stimmte mit Goltz auch in dessen Beurteilung von Einwanderungsfragen überein, wonach vor allem die Entsendung deutscher Beamten, Wissenschaftler, Ärzte, Ingenieure, Architekten, Lehrer und Kaufleute nützlich für beide Seiten wäre, wohingegen deutsche Arbeiter in Argentinien nicht gebraucht würden und ihre Auswanderung in das Land nicht unterstützt werden sollte.

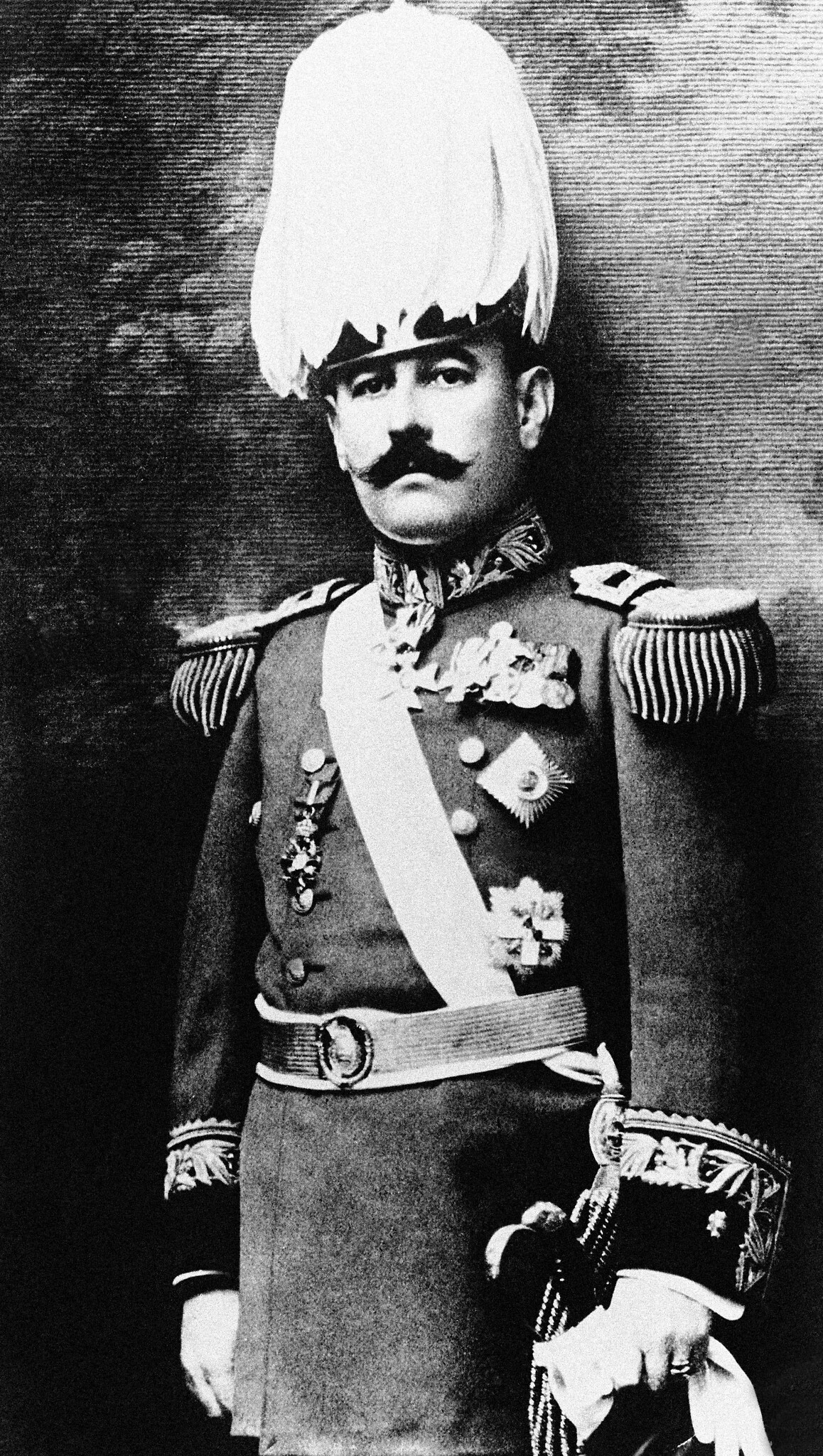
José Félix Uriburu nach seiner vorzeitigen Beförderung zum Brigadegeneral 1913

#### Rückkehr nach Deutschland
Perrinet von Thauvenay und seine Begleiter werden als die erfolgreichsten deutschen Instrukteure in Argentinien vor der Ankunft von Wilhelm Faupel betrachtet, der von 1911 bis 1913 erstmals im Land war und auf ihre Vorarbeiten aufbauen konnte. Besonders das von Perrinet, Goltz und Kretzschmar grundgelegte Näheverhältnis zu José Félix Uriburu konnte die anfangs noch vorhandenen Widerstände im argentinischen Offizierskorps gegen die deutsche Einflussnahme endgültig überwinden und trug maßgeblich zu der mehrere Jahrzehnte anhaltenden, wenn auch ab 1926 nachlassenden Dominanz der „germanophilen“ Fraktion unter den argentinischen Offizieren bei.
Nach der Rückkehr nach Deutschland wurden Thauvenay und der mit ihm zurückgekehrte Hauptmann Albrecht Reinecke zum Kaisergeburtstag am 27. Januar 1911 mit ihren früheren Patenten wieder angestellt. Perrinet von Thauvenay kam als Hauptmann und Kompaniechef zum 2. Thüringischen Infanterieregiment Nr. 32 in Meiningen. In dieser Position wurde er am 28. Februar 1912 zum Ehrenritter des Johanniterorden geschlagen und erhielt 1913 das Ritterkreuz I. Klasse des Herzoglich Sachsen-Ernestinischen Hausordens. Bis dahin war er bereits mit dem Roten Adlerorden I. Klasse, dem Ritterkreuz II. Klasse des Ordens vom Zähringer Löwen, dem Ritterkreuz II. Klasse vom Orden der Aufgehenden Sonne, dem Sankt-Stanislaus-Orden III. Klasse und dem Königlichen Kronen-Orden IV. Klasse mit Schwertern ausgezeichnet worden. Er lebte in Berlin-Wilmersdorf. Nach seiner Heirat wurde Perrinet von Thauvenay unter Beförderung zum Major am 22. März 1913 in das preußische Kriegsministerium versetzt.

#### Betreuung ausländischer Gäste
Zwei Monate später besuchte eine Sondergesandtschaft der argentinischen Regierung unter Leitung des argentinischen Senators und Eisenbahnindustriellen Carlos Salas Frankreich und Deutschland. Etienne Perrinet von Thauvenay und der Legationsrat Arthur Schmidt vom Auswärtigen Amt, der zwischen 1907 und 1911 das deutsche Generalkonsulat in Buenos Aires geleitet hatte, wurden der außerordentlichen Gesandtschaft seitens der Reichsregierung als ständige Begleiter zugeteilt. Sie nahmen sie am 25. Mai 1913 mit zahlreichen offiziellen Gästen am Bahnhof Friedrichstraße in Berlin in Empfang. Offizieller Anlass der Deutschlandvisite war die Überbringung des Danks Argentiniens für die Teilnahme der kaiserlichen Delegation an den Jubiläumsfeierlichkeiten drei Jahre zuvor. Daneben sollten Handelsbeziehungen vertieft und Technologie besichtigt werden. Argentinien befand sich am Scheitelpunkt einer „Ära des wirtschaftlichen Aufstiegs und der konservativen Ordnung (1870–1916)“; der Außenhandel hatte sich in den drei Jahrzehnten vor 1910 versiebenfacht und das Land versprach Stabilität und gute Handelsmöglichkeiten. Das zweiwöchige Besuchsprogramm umfasste neben einem Empfang bei Reichskanzler Bethmann Hollweg auch ein Festbankett mit dem Staatssekretär des Inneren Hans Delbrück, Gespräche mit Staatssekretär Gottlieb von Jagow und seinem Stellvertreter Arthur Zimmermann im Auswärtigen Amt und ein Galadiner beim Sohn des Generalfeldmarschalls von der Goltz Pascha. Die Delegation besichtigte auch eine Reihe imposanter Infrastruktur- und Industrieanlagen wie den Flugplatz Johannisthal oder Schwartzkopffs Lokomotivfabrik, die damals zu den größten Lokomotivenwerken Europas gehörte.
Im gleichen Jahr lud man auf Vorschlag des deutschen Gesandten Hilmar von dem Bussche-Haddenhausen den argentinischen Generalstabschef General Ramón Ruiz zu den Kaisermanövern ein, die im September 1913 in Schlesien stattfanden. Ruiz hatte sich als Leiter der argentinischen Geschützkommission wenige Jahre zuvor für das französische Export-Feldgeschütz von Schneider starkgemacht und sollte von der ungebrochenen Leistungsfähigkeit der deutschen Waffentechnik überzeugt werden – was aus Sicht der beteiligten Diplomaten vollauf gelang, da er begeistert nach Argentinien zurückkehrte. Als „sehr qualifizierter Begleiter“ war ihm während seines Aufenthalts wiederum Etienne Perrinet von Thauvenay zugeteilt.

#### Entsendung in das Osmanische Reich

Büro des osmanischen Generalstabschefs in Istanbul, Mitte: Fritz Bronsart von Schellendorf

Aufgrund seiner internationalen Erfahrungen wurde Perrinet von Thauvenay im Herbst 1913 zum Teilnehmer der deutschen Militärmission für die Türkei unter Otto Liman von Sanders bestimmt und kam am 14. Dezember 1913 mit der ersten Gruppe deutscher Offiziere in Istanbul an. Er wirkte im Range eines osmanischen Oberstleutnants (Kaymakam) zunächst im Büro des osmanischen Generalstabschefs. Dort amtierte ab Januar 1914 Friedrich Bronsart von Schellendorf. Am 10. Januar 1914 trat Perrinet seinen Dienst als Chef der Sektion II (Militärgeheimdienst) im osmanischen Generalstab an, das türkische Äquivalent zur deutschen Abteilung III b. Sein Stellvertreter und Nachfolger Kazim (Karabekir) Bey, der Taubenei am Tag nach seiner Ernennung sah, berichtet in seinem Tagebuch, dass er damit beschäftigt war, das Dienstreglement des Generalstabschefs ins Deutsche zu übersetzen (aus dem Französischen, Perrinet sprach kein Türkisch), und sich nicht um die Angelegenheiten der Sektion II kümmerte.

#### Geheimdienstarbeiten
Insgesamt besteht über die Tätigkeiten, die Perrinet von Thauvenay in der Sektion II ausübte, große Unklarheit. Aus türkischen Quellen geht hervor, dass er im Juni 1914 an Planungen für die Truppendisposition auf Lesbos und Chios arbeitete, also offenbar die Besetzung der Ägäischen Inseln in einem möglichen griechisch-türkischen Krieg in Betracht zog. Jehuda Wallach hat festgestellt, dass Perrinet, der nun türkischer Offizier war, dem stellvertretenden Unterstaatssekretär des deutschen Auswärtigen Amtes brieflich über die Lage der Osmanischen Armee berichtete. Wallach fand auch heraus, dass Thauvenay, obwohl er als Abteilungsleiter im Hauptquartier des türkischen Oberbefehlshabers keinen diplomatischen Auftrag besaß, dem deutschen Außenministerium über die Meinungsverschiedenheiten zwischen dem deutschen Botschafter Hans von Wangenheim und dem Leiter der Militärmission Liman von Sanders berichtete. Es ist nicht bekannt, wie oft er diese Berichte erstattete und von wem er den Auftrag dazu erhielt. Während der Julikrise bemühte er sich nach Zeugnissen Kazim Beys auch, türkische Stellen im Sinne eines Kriegseintritts auf deutscher Seite zu beeinflussen. Seine Arbeitsweise wird als klug, gewissenhaft und fleißig beschrieben, er war aber wegen großer Strenge und jähzorniger Ausfälle gegenüber türkischen Untergebenen unbeliebt.

#### Zweiter Stabschef im türkischen Hauptquartier
Im Zuge der vorsorglichen türkischen Mobilmachung bei Ausbruch des Ersten Weltkriegs wurde er als Geheimdienstchef entlassen und zum Stabschef des III. Armeekorps der Osmanischen Armee unter Esad Pascha in Tekirdağ ernannt. Am 8./9. August 1914 traf er auf der Halbinsel Gallipoli ein und begann sofort mit der Erarbeitung von Verteidigungsplänen. Am 23. September nahm er an einem Korpsmanöver teil, auf dem er mit Kazim Bey zusammentraf, und war wieder in Tekirdağ einquartiert. Noch im Herbst 1914 wurde er von Esad Pascha als Stabschef entlassen und durch Oberst Fahrettin Altay ersetzt. Gründe dafür waren dem türkischen Historiker Mesut Uyar zufolge seine Unfähigkeit, mit türkischen Offizieren zusammenzuarbeiten, sowie ein angebliches Alkoholproblem. Im November 1914 kehrte er mit erweiterten Befugnissen ins Hauptquartier nach Konstantinopel zurück, in dem inzwischen deutsche Offiziere alle wichtigen Schaltstellen besetzten. Er wurde von Bronsart von Schellendorf zum übergeordneten Generaldirektor der Sektionen I, II und VI des osmanischen Generalstabes ernannt und war damit der zweithöchste Generalstabsoffizier nach Bronsart selbst. Allerdings sind nur fünf von Perrinet unterzeichnete Dokumente in den Akten des Generalstabes erhalten. Chronologisch nicht klar einzuordnen bleibt eine zwischenzeitliche Abstellung als Stabschef des II. Armeekorps bei der osmanischen 1. Armee.
Auch aus dieser Zeit sind an den Betreffenden vorbei geführte Schriftwechsel Perrinets mit der Berliner Regierung dokumentiert. Nach der verheerenden Niederlage der Osmanen in der Schlacht von Sarıkamış, die sowohl innerhalb der deutschen Militärmission als auch in jungtürkischen Kreisen hitzige Debatten und ernste Spannungen auslöste und den Rückhalt Enver Paschas in Istanbul gefährdete, während Generalfeldmarschall Colmar von der Goltz dadurch aufgewertet wurde, weil er die Schwierigkeiten vorausgesehen hatte, berichtete Perrinet von Thauvenay an das Auswärtige Amt zum Beispiel auch über Desertionen und Krankheiten, die zur raschen Dezimierung der osmanischen Kräfte beigetragen hatten, von denen aber in Goltz’ eigenen Depeschen nach Berlin keine Rede gewesen war.

#### Schlacht von Gallipoli

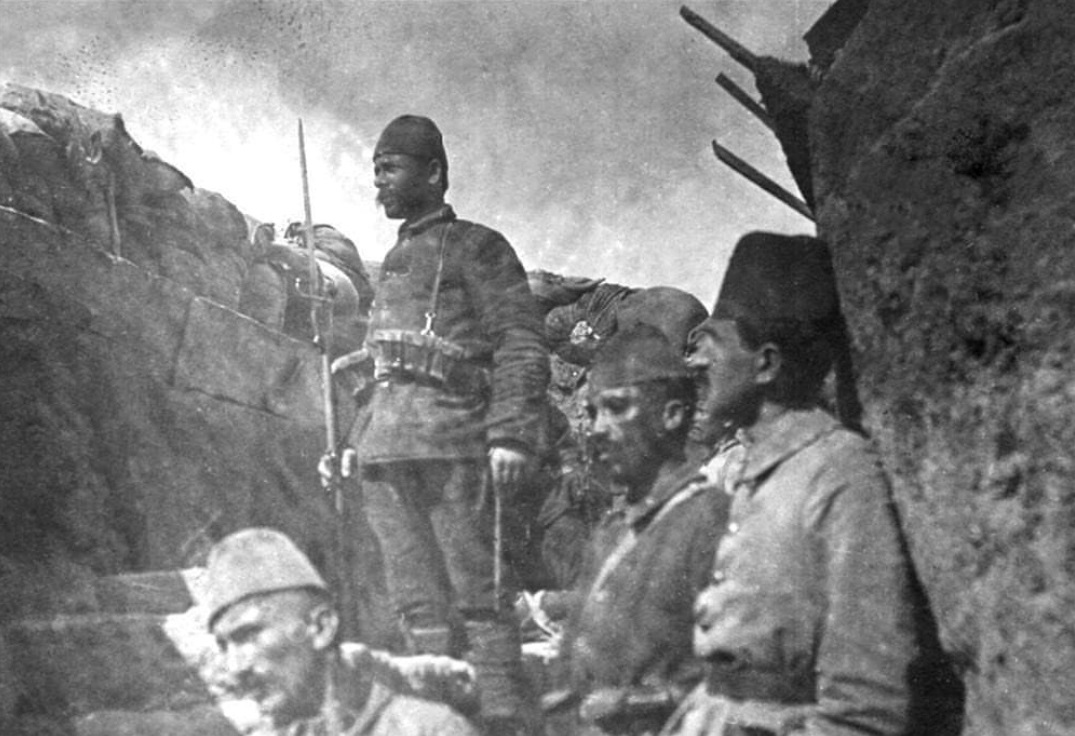
Türkischer Schützengraben an der Südfront auf Gallipoli (westliche, rechte Flanke)

Kurz vor Beginn der Landkämpfe an den Dardanellen wechselte er Anfang April 1915 als Stabschef unter Generalmajor Erich Weber zum neu gebildeten osmanischen XV. Armeekorps auf die asiatische Seite der Meerengen. Bei der erneuten Umgruppierung der türkischen Kommandos zehn Tage nach der britischen Landung ging er als Stabschef mit Weber zur Südgruppe der Verteidigungskräfte am Kap Helles, wo sich die heftigsten Kämpfe der Schlacht von Gallipoli abspielten. Ab dem 4. Juni änderten die Briten ihre Angriffstaktik und verlegten sich auf massive Infanterieangriffe, um die türkischen Vorpostenlinien und Gräben aufzurollen. Dabei kamen auch acht von Winston Churchill eigens für die Invasion entsandte Rolls-Royce-Panzerwagen zum Einsatz. Von den hohen Verlusten geschockt und aus Sorge vor der zahlenmäßigen Überlegenheit der Briten, versuchte Perrinet von Thauvenay, Weber von der Notwendigkeit eines umfassenden Rückzugs zu überzeugen, und telegraphierte in diesem Sinne sogar an Admiral Guido von Usedom. General Liman von Sanders, der die Verteidigung der Halbinsel als Oberbefehlshaber der osmanischen 5. Armee leitete, verbot das allerdings sofort, sandte Verstärkungen und befahl der Gruppe, die Stellungen zu halten. Am 8. Juni 1915 fand eine Lagebesprechung der Kommandeure und ihrer Stäbe im Hauptquartier der 5. Armee statt, wo es zu einer erregten Szene kam, als Taubenei die Nerven verlor und von einer „hoffnungslosen Lage“ sprach. Noch am selben Tag wurde er von Liman entlassen und als Stabschef durch einen türkischen Offizier ersetzt, Selahattin Adil Bey (den bisherigen Stabschef des Befehlshabers der türkischen Küstenforts und späteren General und Gouverneur von Adana).

#### Einsatz bis Kriegsende
Ausgezeichnet mit dem türkischen Osmanié-Orden III. Klasse kehrte Perrinet nach Deutschland zurück und wurde am 1. September 1915 als Bataillonskommandeur zum Infanterie-Regiment Nr. 43 versetzt, dem er bereits vor dem Türkeiaufenthalt seit seiner letzten Beförderung aggregiert gewesen war. Das Regiment stand zu dieser Zeit an der Ostfront und nahm ab März 1916 für einige Monate an der Schlacht um Verdun teil, bevor es an die Ostfront zurückkehrte. Im Laufe der Frühjahrsoffensive 1918 wurde Major Etienne Perrinet von Thauvenay leicht verwundet und am 18. April 1918 zum Oberstleutnant befördert. Bei Kriegsende kommandierte er das Landwehr-Infanterie-Regiment Nr. 33.

#### Rückkehr nach Argentinien
Nach dem Krieg wurde er in die Reichswehr übernommen und war nach Unterzeichnung des Friedensvertrags von Versailles ab 1920 zuletzt als Oberst für die Heeresfriedenskommission des Reichswehrministeriums tätig. Dort war er in eine Affäre im Zusammenhang mit der Wiederbewaffnung der preußischen Schutzpolizei verwickelt und schied unter Verleihung des Charakters als Generalmajor aus der Reichswehr aus. Er reaktivierte daraufhin seine früheren Kontakte zu den argentinischen Streitkräften und reiste nach Südamerika aus.
Für die deutsch-argentinische Militärzusammenarbeit, die im Krieg zum Erliegen gekommen war, bedeutete die deutsche Niederlage im Ersten Weltkrieg eigentlich das Aus. Laut Versailler Vertrag war die Entsendung deutscher Militärberater verboten und die deutsche Regierung hatte auch wenig Möglichkeiten, solche Tätigkeiten diplomatisch zu unterstützen. Auch die deutsche Rüstungsindustrie, deren Geschäft eng mit den Aktivitäten der Heeresinstrukteure verzahnt gewesen war, hatte ihre südamerikanischen Märkte verloren. Dennoch bemühten sich 1921 eine größere Anzahl deutscher Ex-Offiziere um eine Anstellung in Südamerika; teils aus wirtschaftlichen, zum Teil auch aus politischen oder konspirativen Motiven. Infolge der Verminderung der Truppenstärke der Reichswehr, zu der Deutschland durch den Friedensvertrag von 1919 gezwungen war, wurden die meisten Berufsoffiziere entlassen. Viele hatten Schwierigkeiten, einen zivilen Beruf zu finden. Gerade ehemalige Militärinstrukteure entschlossen sich daher zur Rückkehr nach Südamerika. Es wird angenommen, dass Faupel und Kretzschmar sogar bereits 1919 Kontakte mit dem argentinischen Kriegsministerium aufgenommen haben könnten, um solche Möglichkeiten auszuloten. Während Kretzschmar dann zunächst nach Paraguay ging, stellte sich Faupel der Armee auf Wunsch Uriburus als so genannter informante („Informant“) zur Verfügung und baute diese eigentlich rein zivile Beraterstellung so um, dass er weitere deutsche Offiziere aus seinem Umfeld als Mitarbeiter nach Argentinien holen konnte.
Die Ankommenden, die aus allen sozialen Schichten stammten, wurden mithilfe informeller Vermittlungsbüros und Anlaufstellen der jeweils entsprechenden politischen Zirkel innerhalb der stark polarisierten deutschsprachigen Gemeinde von Buenos Aires auf geeignete Posten verteilt. Besonders beliebt unter rechtsgerichteten Offizieren und Freikorpsveteranen waren Stellen bei Polizei und Sicherheitsdiensten. Allein 1921 gelang es dem Verein zum Schutze germanischer Einwanderer, 75 aus Deutschland geflüchteten Männern eine Stelle als Polizist zu beschaffen. Schlüsselfiguren waren der frühere Marineattaché Kapitän zur See August Moller, der ein umtriebiges Arbeitsvermittlungsbüro unterhielt, und José Félix Uriburu, der über Beziehungen zu prodeutsch eingestellten Militärs verfügte und zudem von Staatspräsident Marcelo Torcuato de Alvear 1923 selbst zum Generalinspekteur der Armee ernannt wurde, sodass er Anstellungsmöglichkeiten bei den argentinischen Streitkräften schaffen konnte. An ehemaligen deutschen Militärinstrukteuren, denen Uriburu unmittelbar militärische Anstellungsverhältnisse und Beraterposten besorgen konnte, werden neben Faupel (der 1926 abtauchte), Johann Kretzschmar und Perrinet von Thauvenay auch Rudolf von Colditz und Karl von Lücken genannt. Perrinet von Thauvenay war ungefähr im Zeitraum zwischen 1921/22/23 bis 1926 als Informant in Argentinien tätig.
Als Uriburu 1926 aus Protest gegen die Kürzung seines Budgets von seinen Posten als Generalinspekteur der Armee zurücktrat, kündigten auch die meisten deutschen Militärberater ihre Verträge und viele verließen das Land. Auch Perrinet von Thauvenay schied aus dem Dienst, blieb jedoch in Buenos Aires, wo er im Jahr darauf starb.

## Trivia
1955 gelangte eine japanische Tischpyramide mit sieben Teilen, die um 1900 Teil der Wohnungseinrichtung von Etienne Perrinet von Thauvenay gewesen war, in das Deutsche Spielzeugmuseum.